# Al-Muyyad Chihab ad-Dîn Ahmad ben Inal
Al-Muyyad Chihab ad-Dîn Ahmad (1430- ?) est un sultan mamelouk burjite qui règne en Égypte en 1460.

## Biographie
En 1460, Ahmad succède à son père Inal, mort à l'âge de quatre-vingt ans. Ahmad a alors trente ans et prend le titre d’Al-Muyyad Chihab ad-Dîn. Il semble décidé à amener des réformes dans le fonctionnement de l'état mamelouk. Toutes les factions se dressent pour s'opposer au risque de voir leur privilèges mis en cause. Quatre mois plus tard il est déposé et envoyé en exil à Alexandrie. Le général mamelouk Khuchqadam prend sa succession.